# Weston-under-Redcastle
Weston lub Weston-under-Redcastle – wieś w Anglii, w hrabstwie Shropshire. Leży 18 km na północny wschód od miasta Shrewsbury i 228 km na północny zachód od Londynu. W 2011 roku civil parish liczyła 285 mieszkańców. Weston under Redcastle jest wspomniana w Domesday Book (1086) jako Westune.